# La Alamedilla
La Alamedilla es un municipio y localidad española de la provincia de Salamanca, en la comunidad autónoma de Castilla y León. Se integra dentro de la comarca de Ciudad Rodrigo y la subcomarca del Campo de Argañán. Pertenece al partido judicial de Ciudad Rodrigo.
Su término municipal está formado por un solo núcleo de población, ocupa una superficie total de 19,34 km² y según los datos demográficos recogidos en el padrón municipal elaborado por el INE en el año 2024, cuenta con una población de 101 habitantes.

## Símbolos

### Escudo
El escudo heráldico que representa al municipio fue aprobado con el siguiente blasón:

«Escudo partido. Primero, de gules, la torre de atalaya de plata; y segundo, de azur, las tres columnas (armas de Ciudad Rodrigo, a cuya jurisdicción pertenecía este lugar). Al Timbre, corona real cerrada»

### Bandera
El ayuntamiento no ha adoptado aún una bandera para el municipio.

## Geografía
| Noroeste: Nave de Haver (Portugal)     | Norte: Fuentes de Oñoro        | Noreste: Campillo de Azaba |
| Oeste: Batocas (Portugal)              |                                | Este: Ituero de Azaba      |
| Suroeste: Aldeia da Ribeira (Portugal) | Sur: La Alberguería de Argañán | Sureste: Puebla de Azaba   |

## Historia

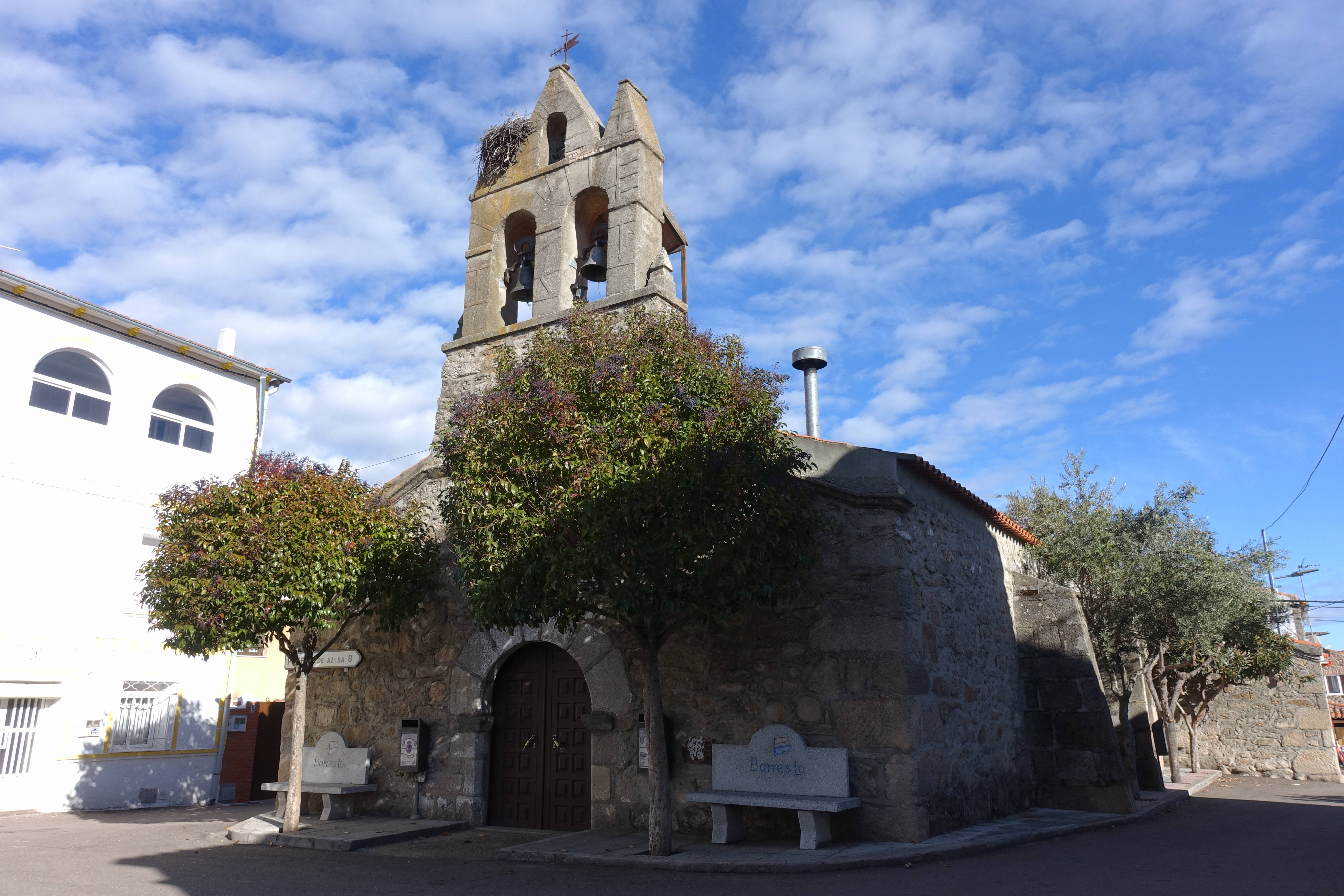
Iglesia de Santiago Apóstol.

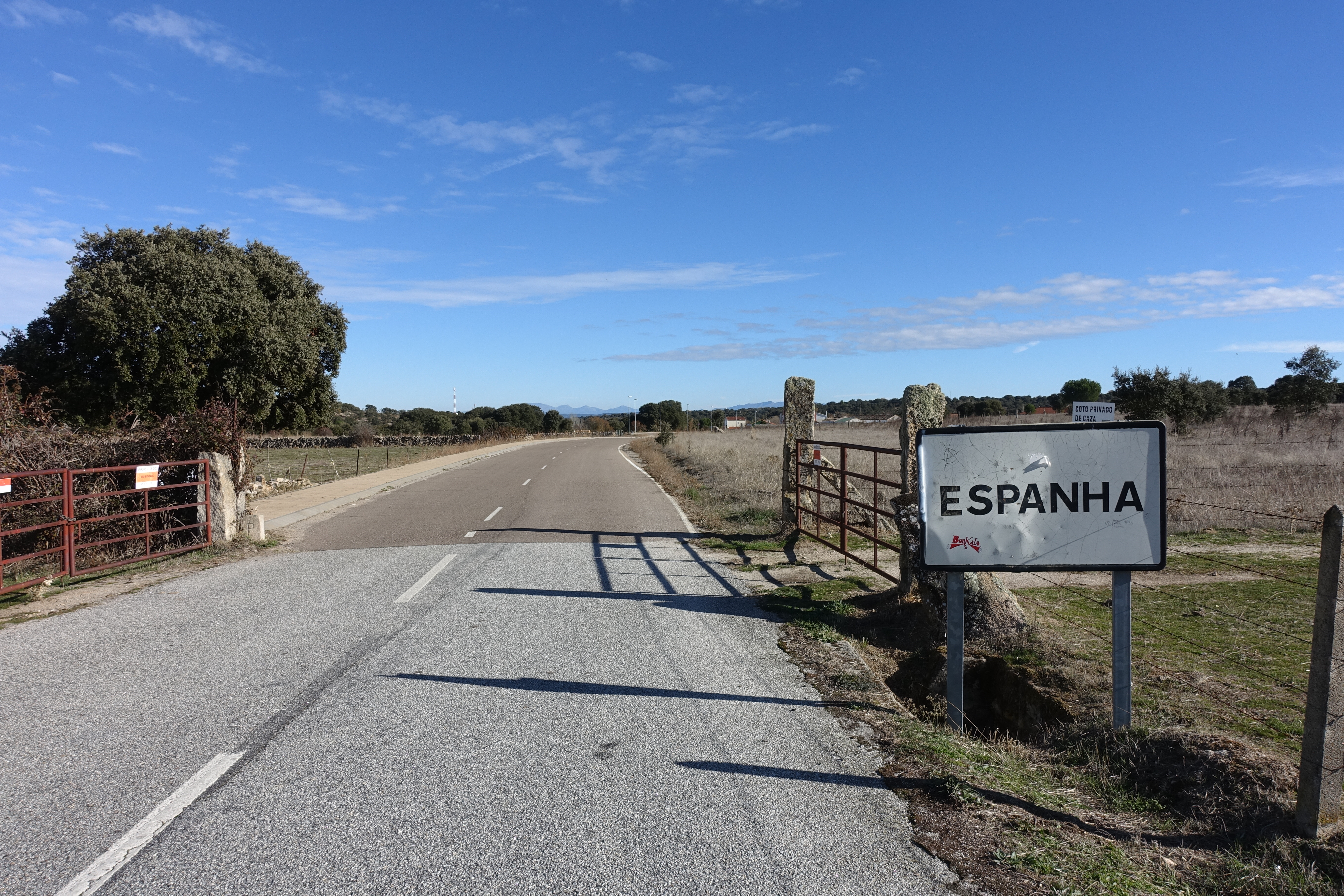
Límite entre Portugal y España junto a la localidad.

El término municipal de La Alamedilla quedó encuadrado en el siglo XII en el Reino de León aunque no pasó a ser fronterizo hasta 1297, cuando el reino leonés perdió frente a Portugal la zona del Riba-Coa, hecho fronterizo que motivó la posterior fundación de la actual localidad de La Alamedilla. En 1811, durante la Guerra de Independencia, la 7.ª división del ejército anglo-portugués llegó a establecerse temporalmente en La Alamedilla. Con la creación de las actuales provincias en 1833, La Alamedilla quedó integrada en la provincia de Salamanca, dentro de la Región Leonesa y del partido judicial de Ciudad Rodrigo.

## Demografía
La Alamedilla cuenta con una población de 101 habitantes (INE 2024).
| Gráfica de evolución demográfica de La Alamedilla entre 1842 y 2021                                                 |
| |
| Población de derecho según los censos de población del INE Población de hecho según los censos de población del INE |

Según el Instituto Nacional de Estadística, La Alamedilla tenía, a 31 de diciembre de 2018, una población total de 138 habitantes, de los cuales 69 eran hombres y 69 mujeres. Respecto al año 2000, el censo refleja 209 habitantes, de los cuales 112 eran hombres y 107 mujeres. Por lo tanto, la pérdida de población en el municipio para el periodo 2000-2018 ha sido de 71 habitantes, un 34% de descenso.

## Cultura

### Habla
Por su condición de municipio fronterizo con Portugal, La Alamedilla fue un pueblo bilingüe donde tradicionalmente se hablaba portugués. Existe en la localidad una lengua conocida como "fala" que guarda gran semejanza con el habla del Valle de Jálama, zona del norte de Cáceres, y que los filólogos no tienen un criterio unánime a la hora de clasificarla, ya que algunos dicen que es una variante del portugués, otros del gallego y otros la relacionan con el asturleonés. No obstante, en el caso del habla de La Alamedilla se considera una variedad del portugués con algunos rasgos propios del leonés.

## Administración y política

### Gobierno municipal

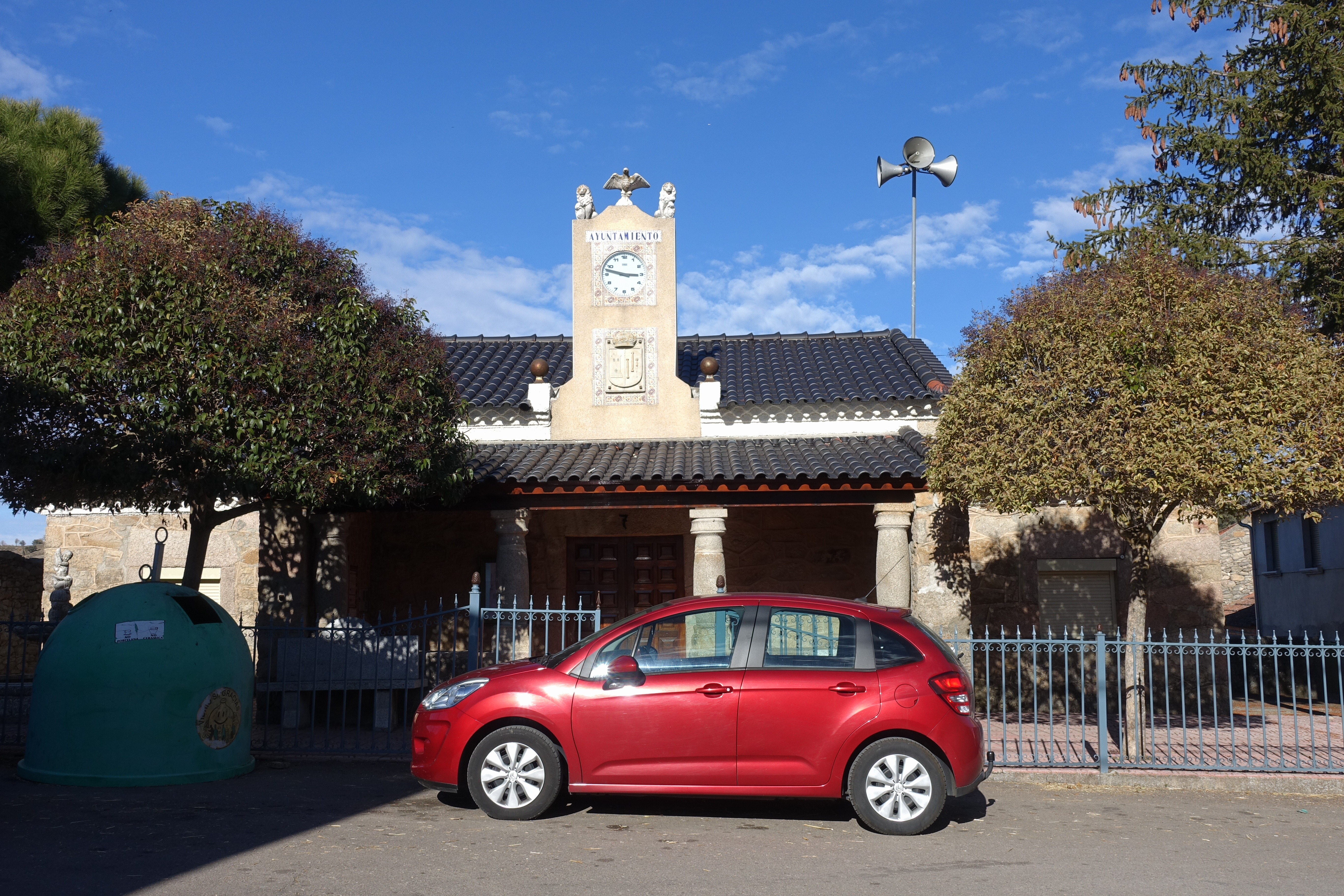
Casa consistorial.

| Partido político                         | 2019  | 2019  | 2019       | 2015  | 2015  | 2015       | 2011  | 2011  | 2011       | 2007  | 2007  | 2007       | 2003  | 2003  | 2003       |
| Partido político                         | %     | Votos | Concejales | %     | Votos | Concejales | %     | Votos | Concejales | %     | Votos | Concejales | %     | Votos | Concejales |
| Partido Popular (PP)                     | 59,34 | 54    | 4          | 57,01 | 61    | 4          | 56,00 | 70    | 4          | 36,76 | 93    | 4          | 40,76 | 97    | 5          |
| Partido Socialista Obrero Español (PSOE) | 35,16 | 32    | 1          | 35,51 | 38    | 1          | 36,80 | 46    | 1          | 15,42 | 39    | 1          | 3,78  | 9     | 0          |

### Elecciones autonómicas
| Partido político                              | 2019  | 2019 | 2015  | 2015  | 2011  | 2011 | 2007  | 2007 | 2003  | 2003 | 1999  | 1999 | 1991  | 1991 | 1987  | 1987 | 1983  | 1983 |
| Partido político                              | Votos | %    | Votos | %     | Votos | %    | Votos | %    | Votos | %    | Votos | %    | Votos | %    | Votos | %    | Votos | %    |
| Partido Popular (PP)                          | —     | —    | 56    | 52,34 | —     | —    | —     | —    | —     | —    | —     | —    | —     | —    | —     | —    | —     | —    |
| Podemos                                       | —     | —    | 16    | 14,95 | —     | —    | —     | —    | —     | —    | —     | —    | —     | —    | —     | —    | —     | —    |
| Partido Socialista Obrero Español (PSOE)      | —     | —    | 14    | 13,08 | —     | —    | —     | —    | —     | —    | —     | —    | —     | —    | —     | —    | —     | —    |
| Unión Progreso y Democracia (UPyD)            | —     | —    | 7     | 6,54  | —     | —    | —     | —    | —     | —    | —     | —    | —     | —    | —     | —    | —     | —    |
| Ciudadanos (Cs)                               | —     | —    | 4     | 3,74  | —     | —    | —     | —    | —     | —    | —     | —    | —     | —    | —     | —    | —     | —    |
| Izquierda Unida (IU)                          | —     | —    | 3     | 2,80  | —     | —    | —     | —    | —     | —    | —     | —    | —     | —    | —     | —    | —     | —    |
| Partido Regionalista del País Leonés (PREPAL) | —     | —    | 1     | 0,93  | —     | —    | —     | —    | —     | —    | —     | —    | —     | —    | —     | —    | —     | —    |